# Повина
Повина (слч. Povina) насељено је мјесто са административним статусом сеоске општине (слч. obec) у округу Кисуцке Нове Место, у Жилинском крају, Словачка Република.

## Становништво
| Година:    | 1994. | 2004.   | 2014.   | 2024.   |
| ---------- | ----- | ------- | ------- | ------- |
| Број људи: | 1113  | 1123    | 1147    | 1149    |
| Разлика:   |       | +0,89 % | +2,13 % | +0,17 % |

| Година:    | 2023. | 2024.   |
| ---------- | ----- | ------- |
| Број људи: | 1146  | 1149    |
| Разлика:   |       | +0,26 % |

Према подацима о броју становника из 2023. године насеље је имало 1.146 становника.